# Neon16 Tape: The Kids That Grew Up on Reggaeton
Neon16 Tape: The Kids That Grew Up on Reggaeton (en español: Los niños que crecieron con el reguetón) es el primer extended play (EP) presentado por el productor puertorriqueño Tainy. Fue publicado el 13 de marzo de 2020 a través de los sellos discográficos Roc Nation, Y Entertainment y NEON16. Cuenta con las participaciones de artistas nuevos como Kris Floyd y Dylan Fuentes con algunos más consolidados como Lennox y Sean Paul.

## Antecedentes
En junio de 2019, Masis se unió con Lex Borrero, un exejecutivo de Roc Nation, en un proyecto que consistía en “incubar nuevos talentos”. La nueva compañía anunció el resto del personal y la instalación de un estudio de grabación en Midtown, Miami. Durante el resto del año, Masis empezó a ser acreditado como artista, destacando en la producción de «Callaíta» por Bad Bunny, como también la publicación de sencillos sueltos bajo el sello de NEON16, entre ellos «Adicto» de Anuel AA con Ozuna, y «Feel It Too» de Jessie Reyez con Tory Lanez.

## Producción
Masis explica que las canciones estaban planeadas para los artistas de la “nueva ola”, con algunas participaciones de cantantes con más trayectoria. Para ello, formaron un equipo de trabajo que incluye a la compositora Cristina Chiluiza e intérpretes de poco reconocimiento internacional como Álvaro Díaz, Kris Floyd y Dylan Fuentes.
Varias canciones poseen mezclas de distintos ritmos e instrumentos. «Nada» se destaca por su melodía pop y beats de dancehall, con la participación de Lauren Jauregui y el rapero español C. Tangana, mientras que «Malvada» y «Si la Ves» posee el uso de guitarras de acompañamiento. Sobre «Mera», Dalex confiesa que una parte de la letra fue tomada de una canción de Wisin & Yandel, «Guáyale el Mahón».

## Promoción
Coincidiendo con la trigésimo segunda entrega de Premio Lo Nuestro, los miembros de NEON16 ofrecieron una fiesta colaborativa, la cual tuvo como invitados a Steve Aoki, Jhay Cortez, Lunay, Wisin, entre otros. Como promoción del material, Masis anunció su primera presentación como productor en el Festival Ceremonia de México, que tuvo que ser cancelado por la pandemia del COVID-19.

### Sencillos
- El primer sencillo, «Mera», fue publicado el 17 de enero de 2020. La canción fue producida por Tainy con LA$$A y cuenta con las voces de Dalex con Álvaro Díaz. Un vídeo promocional fue dirigido por los directores Elliott Muscat y Tristan CM, siendo filmado en Miami.[12]

- El segundo sencillo, «Lento», fue publicado dos semanas después. Cuenta con la participación de Sean Paul, Mozart La Para y Cazzu.[15] El vídeo musical fue dirigido por Elliott Muscat.[16]

- El tercer sencillo, «Nada», contiene las voces de C. Tangana y Lauren Jauregui, exintegrante de Fifth Harmony, quien interpreta sus versos en spanglish.[17] El vídeo musical fue nuevamente dirigido por Elliott Muscat en la ciudad de Miami.[17]

## Lista de canciones
| N.º   | Título          | Escritor(es) | Intérprete(s)                                    | Duración |  |
| 1.    | «Mera»          | Pedro D. Daleccio · Jorge Diaz · Giovanny Hooper · Yves Lassally · Marcos Masis                                                 | Álvaro Díaz y Dalex                              | 3:08     |  |
| 2.    | «Lento»         | Julieta Cazzuchelli · Erickson Fernández · Kisean Paul Francis Henriques · Marcos Masis                                         | Sean Paul y Mozart La Para con Cazzu             | 2:51     |  |
| 3.    | «Nada»          | Antón Álvarez Alfaro · María Cristina Chiluiza · Lauren Jauregui · Marcos Masis                                                 | C. Tangana y Lauren Jauregui                     | 3:09     |  |
| 4.    | «Malvada»       | María Cristina Chiluiza · Dwayne Chin-Quee · Manuel Lara Laramecey · Karly Loaiza · Marcos Masis · Ivo Alfredo Thomas Serue     | Kali Uchis y Khea                                | 2:20     |  |
| 5.    | «Malos hábitos» | Abner Cordero · Christopher Ramos                                                                                               | Kris Floyd                                       | 2:37     |  |
| 6.    | «Si la ves»     | Alberto Hernández · Laura Villa · Lucia Villa · Felipe Mejía · Marcos Masis                                                     | Las Villa                                        | 2:17     |  |
| 7.    | «Tu amiga»      | Juan David Castaño · Dylan Fuentes · Marcos Masis · Jorge Luis Pérez, Jr. · Gabriel Pizarro · Justin Quiles · Alejandro Ramírez | Justin Quiles y Dylan Fuentes con Lennox y Llane | 3:53     |  |
| 20:19 |                 | |                                                  |          |  |

## Créditos y personal
Adaptados desde AllMusic.
- Marcos «Tainy» Masis – Artista principal, producción, composición.
- Ángelo Carretta – Ingeniero de grabación.
- Austen Jux-Chandler – Ingeniero de grabación.
- Colin Leonard – Masterización.
- Josh Gudwin – Mezcla.
- Rafferty Santiago – Mezcla.
- Yves Lassally (LA$$A) – Composición, producción (1).
- Pedro Daleccio – Artista principal, composición (1).
- Jorge Álvaro Díaz – Artista principal, composición (1).
- Giovanny Hooper – Composición (1).
- Julieta Cazzuchelli – Artista invitada, composición (2).
- Erickson Fernández – Artista principal, composición (2).
- Sean Paul Henriques – Artista principal, composición (2).
- Lauren Jauregui – Artista principal, composición (2).
- Antón Álvarez Alfaro – Artista principal, composición (3).
- María Cristina Chiluiza (Cris Chil) – Composición (3, 4).
- Karly Loaíza – Artista principal, composición (4).
- Ivo Alfredo Thomas Serue – Artista principal, composición (4).
- Manuel Lara Colmenares – Producción (4).
- Dwayne Chin-Quee (Supa Dups) – Composición, producción (4).
- Manuel Lara Laramecey – Composición (4).
- Abner Cordero (Jota Rosa) – Composición, producción (5).
- Christopher Ramos (Kris Floyd) – Artista principal, composición, grabación (5), producción (5, 6).
- Alberto Hernández – Composición (6).
- Felipe Mejía – Composición (6).
- Laura Villa, Lucía Villa – Artista principal, composición (6).
- Alejandro Ramírez – Composición, producción (7).
- Justin Quiles – Artista principal, composición (7).
- Dylan Fuentes – Artista principal, composición (7).
- Juan David Castaño – Artista invitado, composición (7).
- Gabriel Pizarro – Artista invitado, composición (7).
- Jorge Luis Pérez, Jr. – Composición (7).

## Posicionamiento en listas
| Listas (2020)                     | Mejor posición |
| --------------------------------- | -------------- |
| España (Top 100 Álbumes)          | 95             |
| Estados Unidos (Top Latin Albums) | 49             |

## Certificaciones
| País (Certificador) | Certificación | Ventas certificadas |
| --- | ------------- | ------------------- |
| México (AMPROFON) | +             | 150 000x            |
| ^cifras de envíos basadas únicamente en la certificación xcifras no especificadas basadas únicamente en la certificación |               |                     |